# 等齿委陵菜
等齿委陵菜（学名：Potentilla simulatrix）是蔷薇科委陵菜属的植物，是中国的特有植物。分布于中国大陆的陕西、山西、河北、四川、青海、内蒙古、甘肃等地，生长于海拔300米至2,200米的地区，一般生于林下溪边阴湿处，目前尚未由人工引种栽培。

## 异名
- Potentilla simulatrix Wolf var. grossidens Kitag.